# Вулиця Сергія Берегового
Ву́лиця Сергія Берегового — вулиця в Солом'янському районі міста Києва, місцевість Чоколівка. Пролягає від вулиці Джеймса Мейса до вулиці Ушинського.
Прилучаються вулиці Левка Мацієвича, Очаківська, Керченська та Волинська.

## Історія
Початкова частина вулиці (між вулицями Джеймса Мейса та Соціалістичною) виникла на межі 1920—1930-х років. 1931 року отримала назву вулиця Культури. Решта вулиці прокладена і забудована вже у 1950-х роках. 1984 року отримала назву вулиця Мартиросяна на честь учасника визволення Києва, Героя Радянського Союзу, генерал-лейтенанта Саркіса Мартиросяна.
На початку вулиці у 1985 році на честь генерала Мартиросяна встановлено пам'ятну дошку.
Сучасна назва на честь українського військового Сергія Берегового, що загинув 2015 року на Донеччині, — з 2022 року.